# Langendorf (Eschweiler)

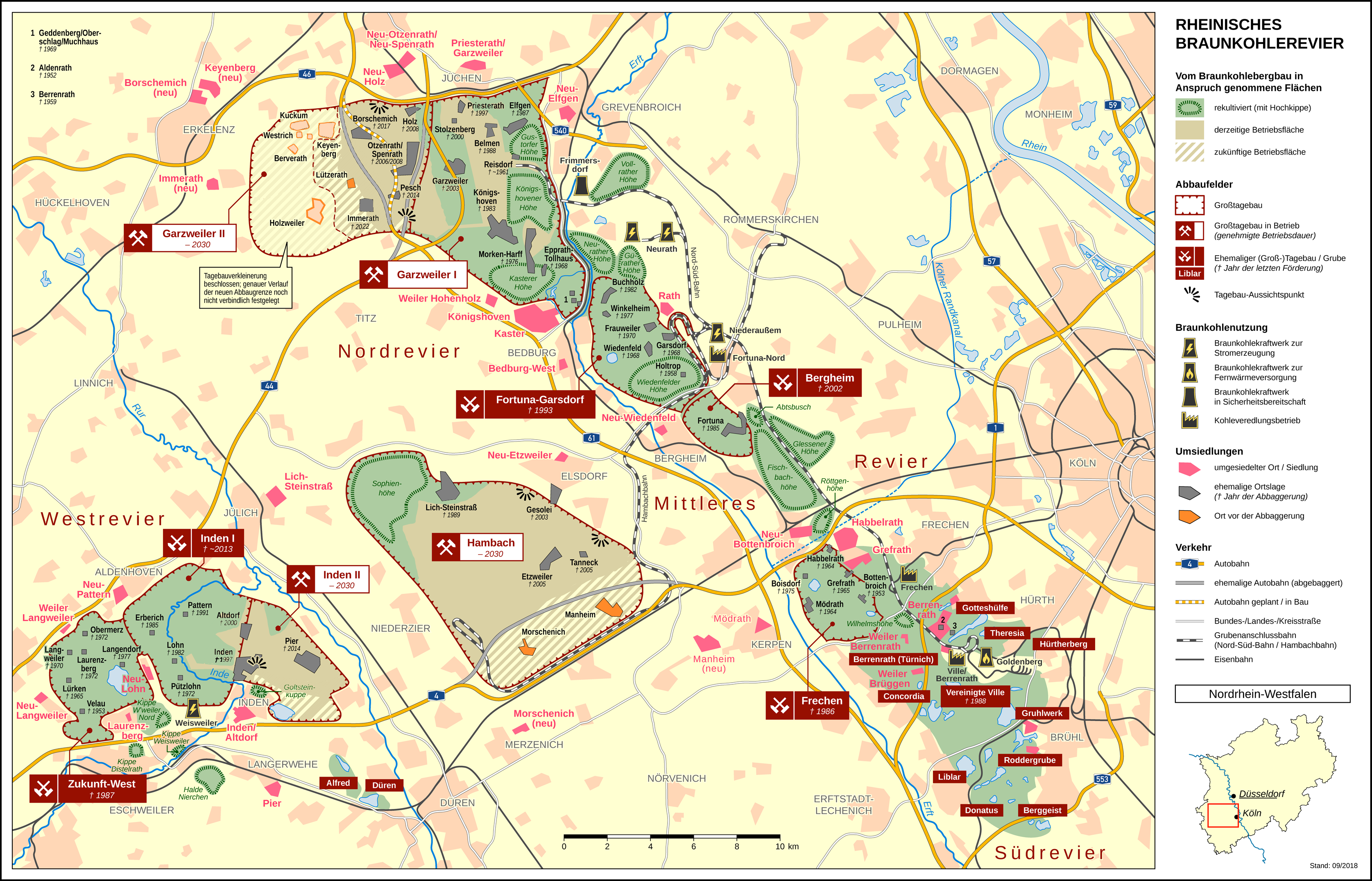
Lage des ehemaligen Ortes Langendorf im Rheinischen Braunkohlerevier

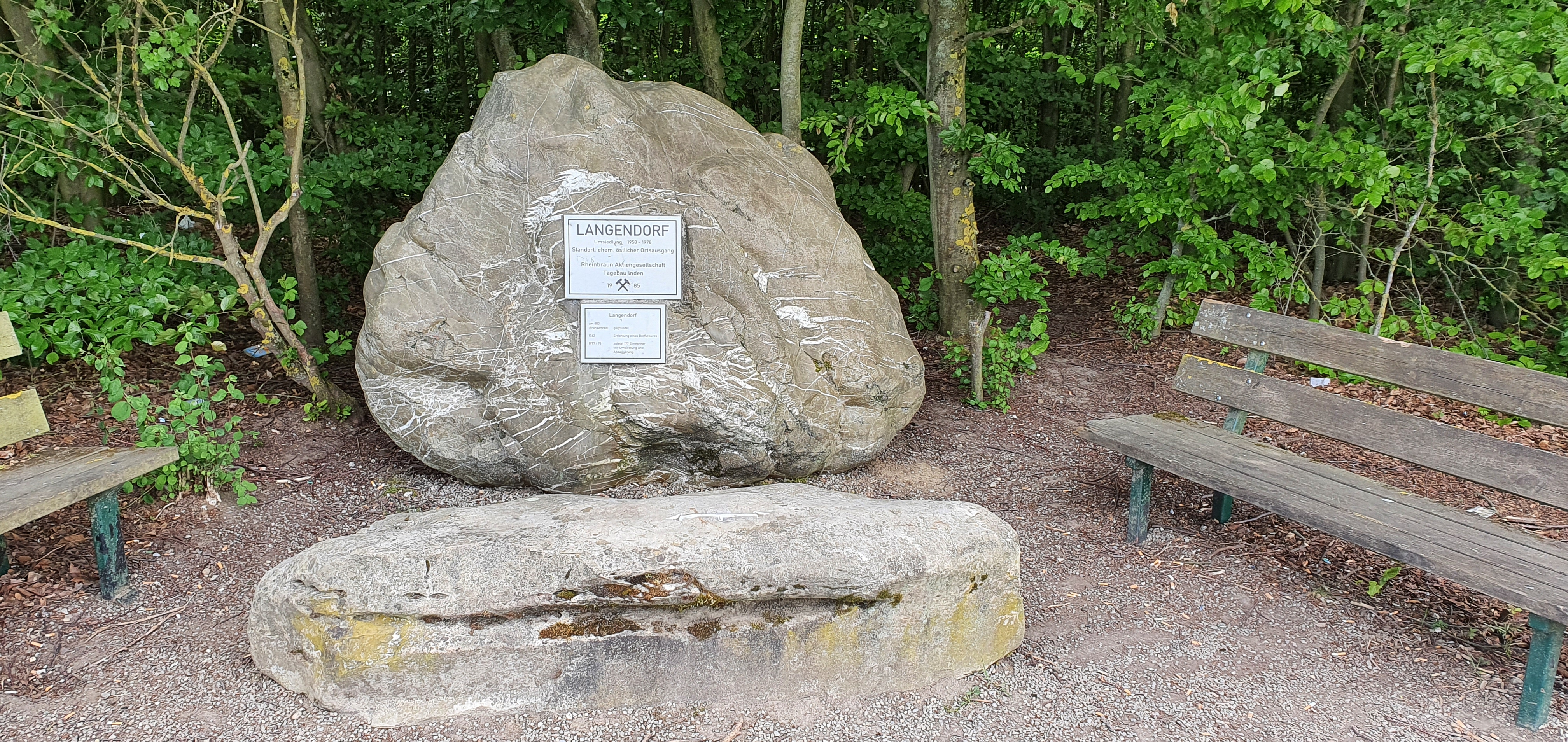
Gedenkstein für Langendorf (Eschweiler) am Blausteinsee

Langendorf war ein nördlicher Stadtteil von Eschweiler in Nordrhein-Westfalen.
Der Ort musste Anfang der 1970er Jahre dem Braunkohletagebau Zukunft-West weichen; die Einwohner wurden umgesiedelt und Langendorf daraufhin abgebaggert. Wo der Ort einst lag, befindet sich heute das Nordufer des Blausteinsees. Langendorf gehörte zum Kirchspiel Lohn im Kreis Jülich und wurde zusammen mit den umliegenden Orten Erberich, Fronhoven und Laurenzberg am 1. Januar 1972 aufgrund des Aachen-Gesetzes in die Stadt Eschweiler eingegliedert.